# Сисоєнко Ірина Володимирівна
Іри́на Володи́мирівна Сисо́єнко (нар. 6 березня 1982, Миколаїв, УРСР) — український політик та громадський діяч, народний депутат VIII скл. (партія Самопоміч), заступник Голови Комітету з питань охорони здоров'я. Заслужений юрист України.
Член Асоціації адвокатів України, Асоціації юристів України, автор публікацій з права, інтелектуальної власності, недобросовісної конкуренції, медичного права. Президент ГО «Всеукраїнська асоціація фізичної медицини, реабілітації і курортології». Керівник «Центру медико-психологічної реабілітації на Саксаганського».

## Життєпис
Народилася 6 березня 1982 року в Миколаєві. У 1999 році вступила до «Міжнародного Соломоніва університету», який успішно закінчила в 2003 році за спеціальністю «Правознавство». В 2003 році була зарахована до «Інституту інтелектуальної власності», в якому отримала повну вищу освіту із присвоєнням кваліфікації «магістра права в сфері інтелектуальної власності» (диплом з відзнакою, 2005 рік). Паралельно, протягом 2003—2004 років, навчалась в Національній академії внутрішніх справ України на заочній формі навчання. В період 2018—2020 років навчалася в МАУП, на факультеті «Медичний та фармацевтичний менеджмент».

## Кар'єра
З 2005—2009 роках працювала головним спеціалістом судового відділу управління захисту прав Державного департаменту інтелектуальної власності Міністерства освіти і науки України. З 2009 року — Генеральний директор ТОВ "Патентно-юридична агенція «Бренд-Груп». З 2014 року — співзасновник та генеральний директор юридичної компанії «Бабич, Сисоєнко і партнери». З 2014 викладач кафедри цивільного права Київського університету права Національної Академії Наук України.

## Наукова діяльність
Науковий співробітник Київського університету права Національної академії наук України. Здобувач кафедри цивільного права Київського університету права НАН України. Автор численних статей і публікацій з питань авторського права, інтелектуальної власності, недобросовісної конкуренції, захисту прав. Автор статей з медичного права. У 2023 році отримала науковий ступінь доктора філософії, захистивши дисертацію.

## Громадсько-політична діяльність
Співзасновник та голова «Благодійного фонду захисту прав медичних працівників», ініціатор створення «Координаційного центру допомоги учасникам АТО». Співзасновник (2013) та голова «Благодійного фонду захисту прав медичних працівників». Член Асоціації адвокатів України, Асоціації юристів України.
В 2010 році здобула атестацію та одержала свідоцтво патентного повіреного України № 347.[джерело?]
В 2012 році здобула атестацію та одержала свідоцтво про зайнятість адвокатською практикою.[джерело?]
В 2014 році була призначена заступником Голови Комітету Верховної Ради України з питань охорони здоров'я. Ініціювала створення робочої групи Координаційної Ради з питань реабілітації учасників АТО.
В 2015 році виступила ініціатором створення громадської організації «Координаційний центр допомоги учасникам АТО»
Кандидат у народні депутати від партії «Сила і честь» на парламентських виборах 2019 року, № 8 у списку.
У 2017 році очолила Опікунську Раду Державного Інституту педіатрії, акушерства та гінекології. З 2019 року Президент загальноукраїнської організації «Всеукраїнська асоціація фізичної медицини, реабілітації та курортології». У 2022 році очолила «Центр медико-психологічної реабілітації на Саксаганського». Центр надає психологічну та медичну реабілітаційну допомогу військовим та постраждалим від бойових травм: мінно-вибухові, черепно-мозкові, після контузій; пацієнтам з ампутаціями та травмами кінцівок, з захворюваннями хребта та суглобів. За керівництва Сисоєнко у 2023-му році «Центр медико-психологічної реабілітації на Саксаганського» став базою для реабілітації проєкту «ЛІКАРІ ДЛЯ ГЕРОЇВ».

## Кримінальне провадження
7 червня 2024 року Сисоєнко було затримано представниками СБУ за підробку документів про інвалідність для уникнення мобілізації. За даними слідства, такі послуги коштували по $100 тис.. Ірині з чотирма спільниками було повідомлено про підозру за двома статтями ККУ (ч. 3 ст. 369-2, ч. 3 та ч. 4 ст. 368).
3 червня 2024 року Голосіївський суд Києва заарештував Ірину та одного спільника з заставою в 904 тис. грн, 7 червня Ірина внесла заставу та вийшла з-під варти.

## Сім'я
Розлучена, має сина.